# Arthrochilus apectus
Arthrochilus apectus är en orkidéart som beskrevs av David Lloyd Jones. Arthrochilus apectus ingår i släktet Arthrochilus och familjen orkidéer.
Artens utbredningsområde är Queensland. Inga underarter finns listade i Catalogue of Life.